# Thatgamecompany
thatgamecompanyは、カリフォルニア州サンタモニカに本社を置く、アメリカのゲーム開発会社。2006年5月15日設立。略称は「TGC」。

## CEOなど
- CEO、創業者：陳星漢
- 元CEO、創業者：ケリー・サンティアゴ

## 主な作品
- FlOw
- Flowery
- 風ノ旅ビト
- Sky 星を紡ぐ子どもたち